# Andrij Kotiuk
Andrij Wałerijowycz Kotiuk, ukr. Андрій Валерійович Котюк (ur. 3 września 1976) – ukraiński piłkarz, grający na pozycji obrońcy, a wcześniej pomocnika lub napastnika.

## Kariera piłkarska

### Kariera klubowa
Wychowanek Szkoły Piłkarskiej Dnipro-75 Dniepropetrowsk. W 1993 rozpoczął karierę piłkarską w podstawowym składzie Dnipra Dniepropetrowsk. Na początku 1995 został wypożyczony najpierw do Metałurha Nowomoskowsk, a jesienią 1996 do Krywbasa Krzywy Róg. Latem 1998 przeszedł do Metałurha Mariupol. W latach 2001–2003 występował w Tawrii Symferopol. Potem bronił barw Metałurha Dnieprodzierżyńsk. Latem 2005 zakończył karierę piłkarską w klubie Dnipro Czerkasy.

## Sukcesy i odznaczenia

### Sukcesy klubowe
- brązowy medalista Mistrzostw Ukrainy: 1995

### Sukcesy indywidualne
- jeden z najmłodszych strzelców Mistrzostw Ukrainy: 17 lat i 86 dni[1].